# Mayo Clinic

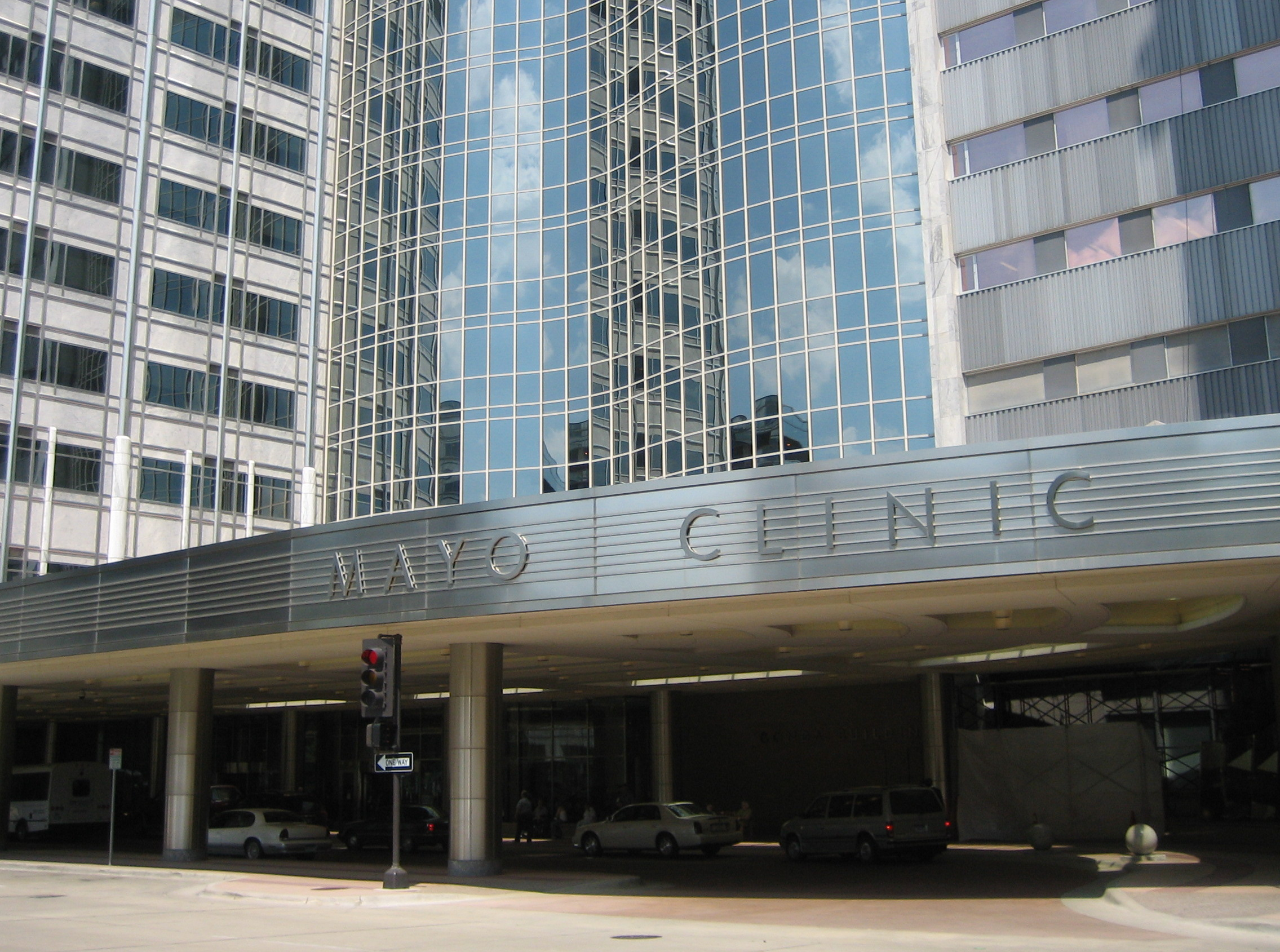

Mayo Clinic  é uma organização sem fins lucrativos da área de serviços médicos e de pesquisas médico-hospitalares localizadas em três metrópoles: Rochester, em Minnesota; Scottsdale/Phoenix, no Arizona; e Jacksonville, na Flórida.